# Neil Murray (musicien australien)
Pour les articles homonymes, voir Neil Murray.
Neil Murray (né en 1956, à Ararat en Australie) est un musicien et écrivain australien. Il a été membre fondateur du " Warumpi Band" dans les années 1980, le premier grand groupe aborigène de rock à influence autochtone.

## Biographie
Neil est né près de Lake Bolac dans l'ouest de l'État de Victoria. En 1980, il s'installe à Papunya et devient membre fondateur du " Warumpi Band",  groupe pionnier aborigène de rock. Ils ont sorti trois albums et fait de nombreuses tournées. Neil a lancé sa carrière solo en 1989 et a depuis publié huit albums, trois livres, plus un CD de poésie parlée. En 1995, sa chanson "My Island Home", écrite à l'origine pour le groupe, a été nommée chanson de l'année. Ré-enregistrée par Christine Anu, elle est devenue depuis un emblème australien et a été interprétée à la cérémonie de clôture des Jeux olympiques d'été de 2000 à Sydney.

## Discographie
- Calm & Crystal Clear 1989
- These Hands 1993
- Dust 1996
- The Wondering Kind 1999
- Going the Distance 2003
- About Time 2005
- 2songmen-Shane Howard& Neil Murray Live in Darwin 2006
- Overnighter 2007

## Videos
- 1989 Calm and Crystal Clear, Let’s Fall In Love Again
- 1993 Holy Road, Sing Your Destiny
- 2004 Over the Moon, Holding on to Sky
- 2005 Tom Wills Would
- 2007 Lights of Hay

## Œuvres
- 1999 One Man Tribe – collection de poèmes
- 1993 Sing for me, Countryman
- 1980 Starting Procedure (poèmes)
- 1999 One Man Tribe (poèmes)
- 2009 Native Born-(lyrique)

### Nouvelles
- Home and Away – The Bulletin 1983
- Boomerangs – Going Down Swinging 1983
- Two Stones – Inprint 1983
- One Last Hitch – The Edge, 1989
- The Risks of Two-up Motorcycling, Australian Short Stories 1987
- Unmarked Graves – Penguin Australia, 2003

### Articles de revues
- A Guide to Boomerang Buying- On the Street 1983
- Turning up the stars full blast- Australian Playboy, 1984
- Over the back fence- Follow me Gentleman 1986
- He’s my brother- The Australian Way, July 1989
- The Getting of Banjos Wisdom, The Age, 25 April 2000
- Was True Blue a Blackfella?, The Age, 6 July 2002
- Gunnedah Dreaming, The Age Review, 3 July, 2004
- No Flowers, The Monthly, 3August, 2005
- How Many Sleeps? The Monthly, January 2006
- A Healing Walk - published 2009 in the University of Portland Magazine, Vol 28, No 2

## Autres liens
- Holding onto Sky
- Over the Moon
- Lake Bolac Eel Festival Speech
- Lights of Hay
- Good Light in Broome
- Get Back to the Country
- Long Grass Band